# 愛知県庁舎
愛知県庁舎（あいちけんちょうしゃ）は、愛知県名古屋市中区にある、愛知県庁の各部局が入居する庁舎である。本庁舎、西庁舎、自治センター、愛知県議会議事堂からなる。施工は戸田組（現・戸田建設）。

## 概要

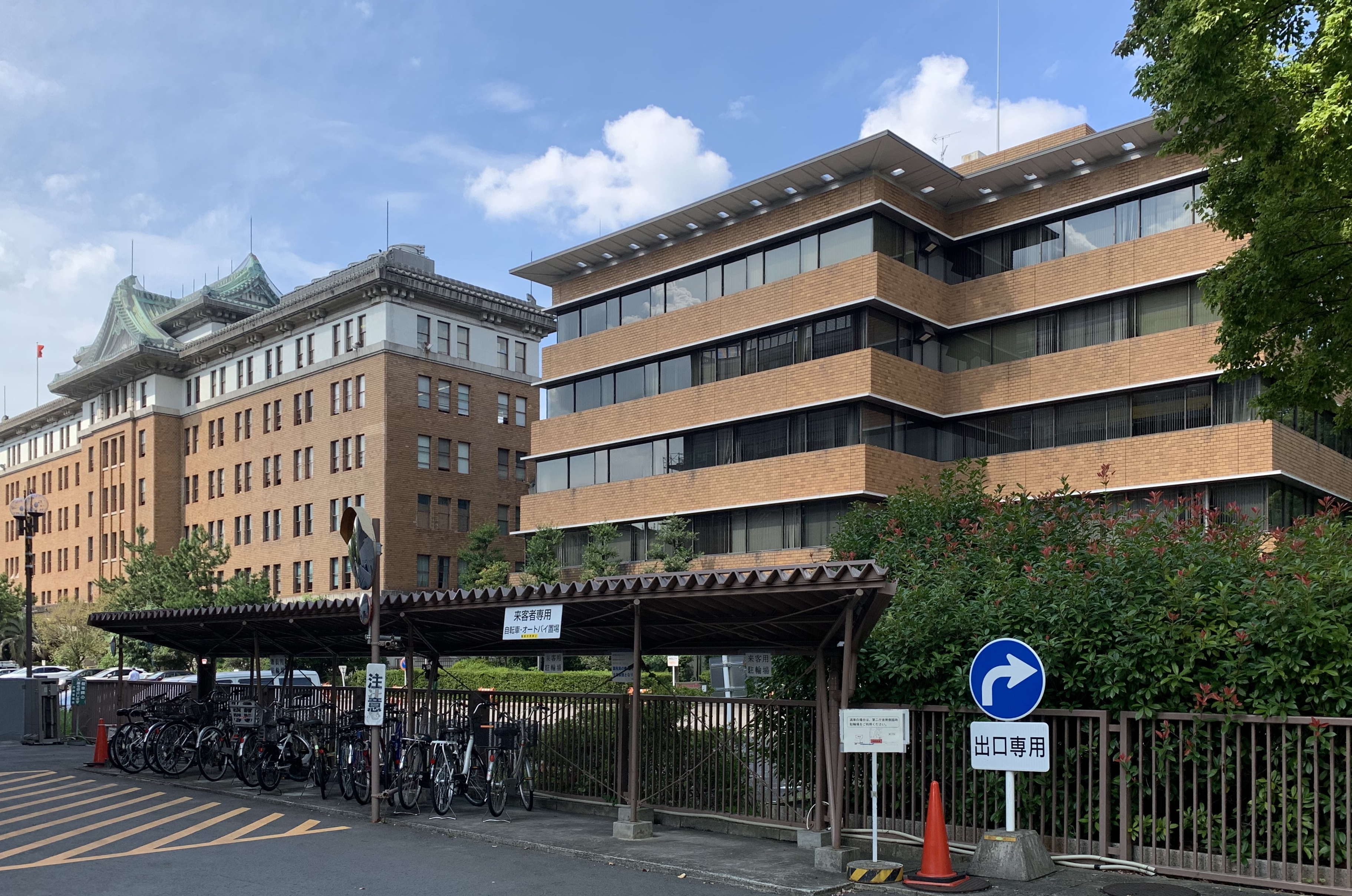
愛知県庁本庁舎と愛知県議会議事堂

### 本庁舎
| 階 | 入居部局                                                                         |
| -- | -------------------------------------------------------------------------------- |
| 6F | 政策企画局、防災安全局、建設局、正庁                                             |
| 5F | 建設局、都市整備局、貴賓室、食堂、生協売店                                       |
| 4F | 総務局、人事局、建設局、都市・交通局、選挙管理委員会                             |
| 3F | 知事室、副知事室、顧問室、政策企画局、総務局、防災安全局、建築局、県政記者クラブ |
| 2F | 政策企画局、防災安全局、経済産業局、労働局、建築局、収用委員会、講堂             |
| 1F | 総務局、防災安全局、経済産業局、観光コンベンション局、会計局                     |
| B1 | 政策企画局、総務局、経済産業局、会計局、感染症対策局                             |

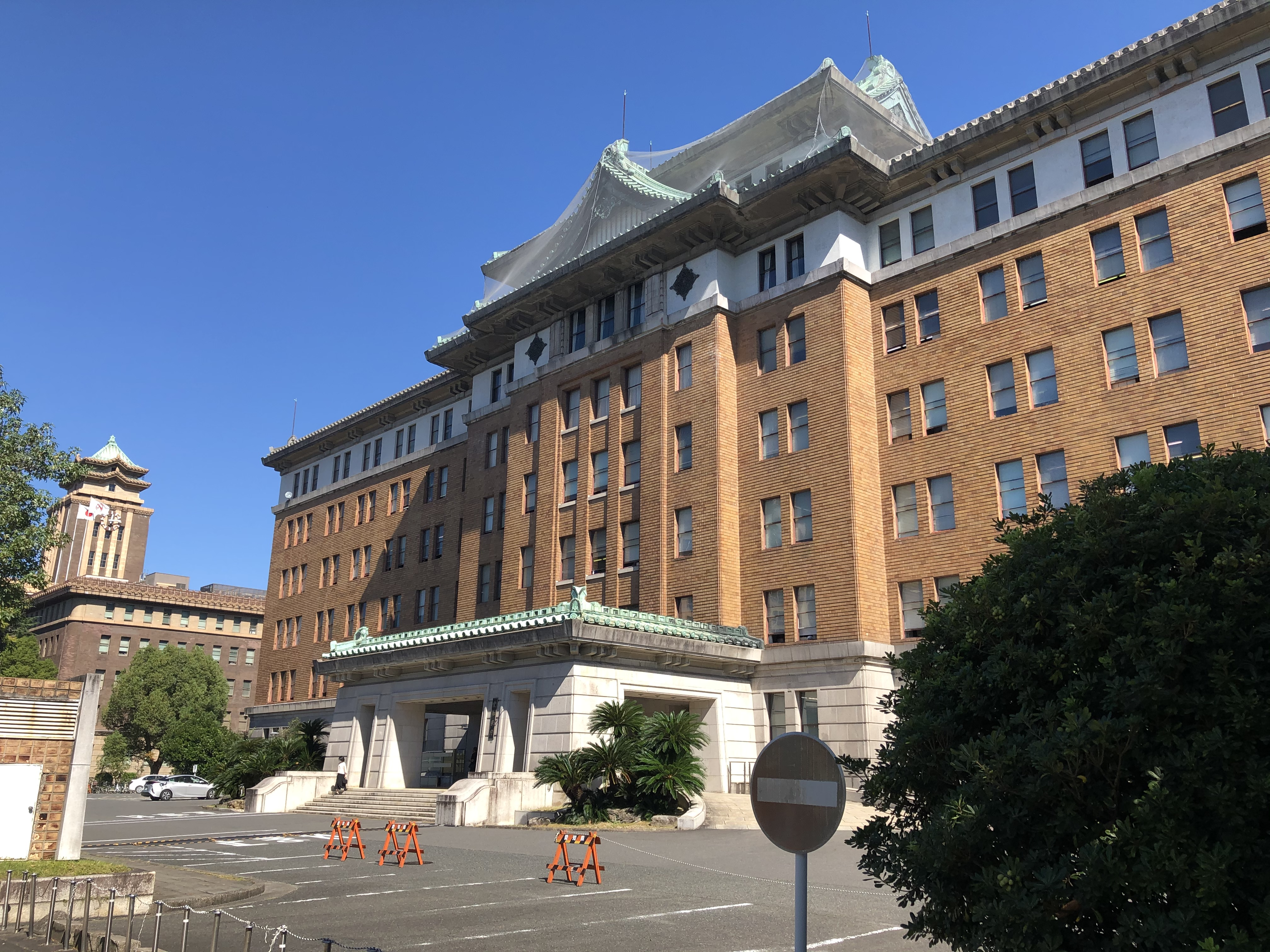
本庁舎の正面入口

本庁舎は、1938年（昭和13年）3月完成。昭和天皇御大典の記念事業の1つとして建設された。西村好時と渡辺仁の基本設計を基に、工事顧問の佐野利器、土屋純一の指導の下、愛知県総務部営繕課が実施設計を行った。頂部に名古屋城大天守風の屋根を乗せた帝冠様式の意匠が特徴的である。
鉄骨鉄筋コンクリート造、地上6階、地下1階、塔屋1階。平面形状は日の字型で、建築面積4,665.99m2、延床面積28,314.48m2、高さ39.79m。重量は約73,400トン。建築費は300万円（当時）。
1938年の完成時から警察部局も庁舎内に入っていたため、地下1階には留置場が設置されていた。地下1階の留置場は愛知県警察本部庁舎が竣工した1970年代まで使用され、その後は倉庫として使用された。
また、完成時、屋根は銅板葺きだったが第二次世界大戦中に金属として供出されたため、1954年（昭和29年）に復元された。外構に関しては、戦時中、隣接する名古屋市庁舎では空襲の標的になるのを避けるため屋根や外壁の一部にコールタールが塗られていたとされ、愛知県庁舎も同様だったとみられる。
2002年 - 2003年度の構造調査で、東海・東南海連動型地震で想定される震度6弱の揺れにより中破もしくは大破すると予測されたため、2005年（平成17年）12月から2009年（平成21年）12月まで鉛入り積層ゴムアイソレータ等を採用した免震工事を実施した。これによりゴムや鋼板などでできた免震装置128基が地下1階の部屋（先述の留置場跡）の一部を撤去して設置された。この耐震改修工事は一般社団法人日本建築防災協会が主催する「平成25年度耐震改修優秀建築・貢献者表彰（第3回）」において耐震改修優秀建築賞を受賞している。
なお、愛知県が発行している収入証紙の旧証紙には、愛知県本庁舎の図柄が使用されていた。
2014年（平成26年）12月10日、愛知県庁舎（附指定：南自動車庫・北自動車庫）が「意匠的に優秀なもの、歴史的価値の高いもの」として国の重要文化財に指定された。

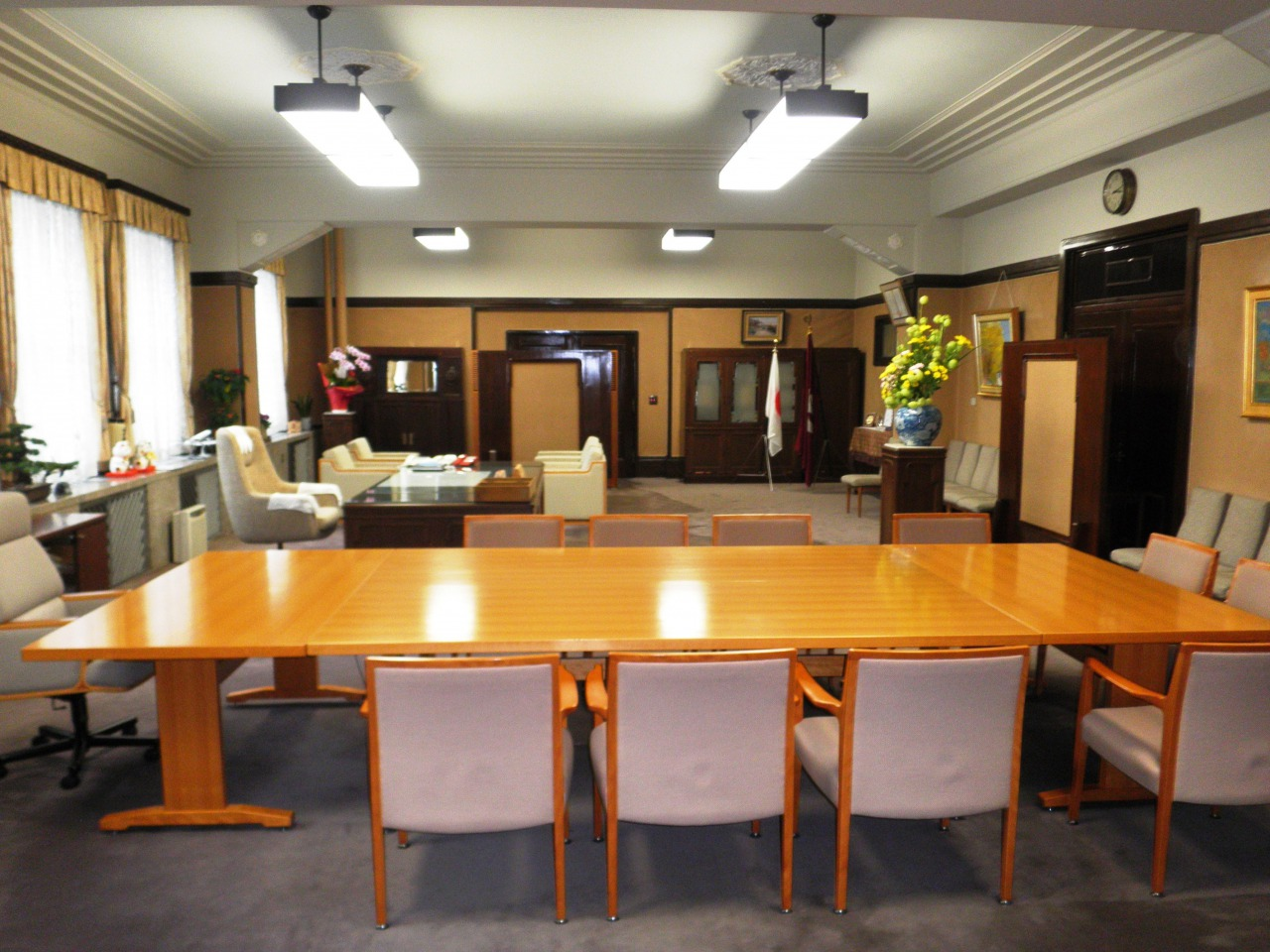
知事室（3階）
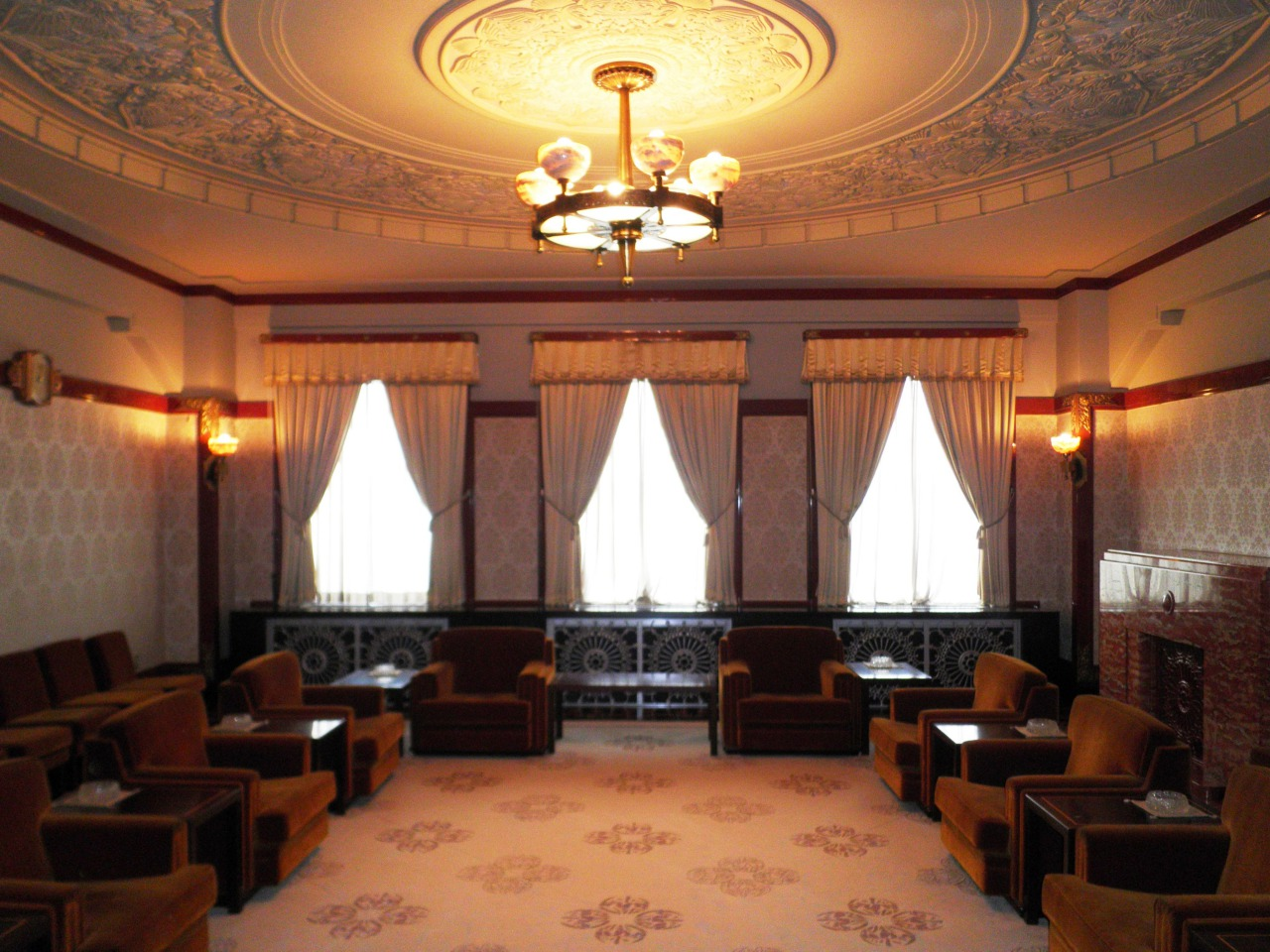
貴賓室（5階）
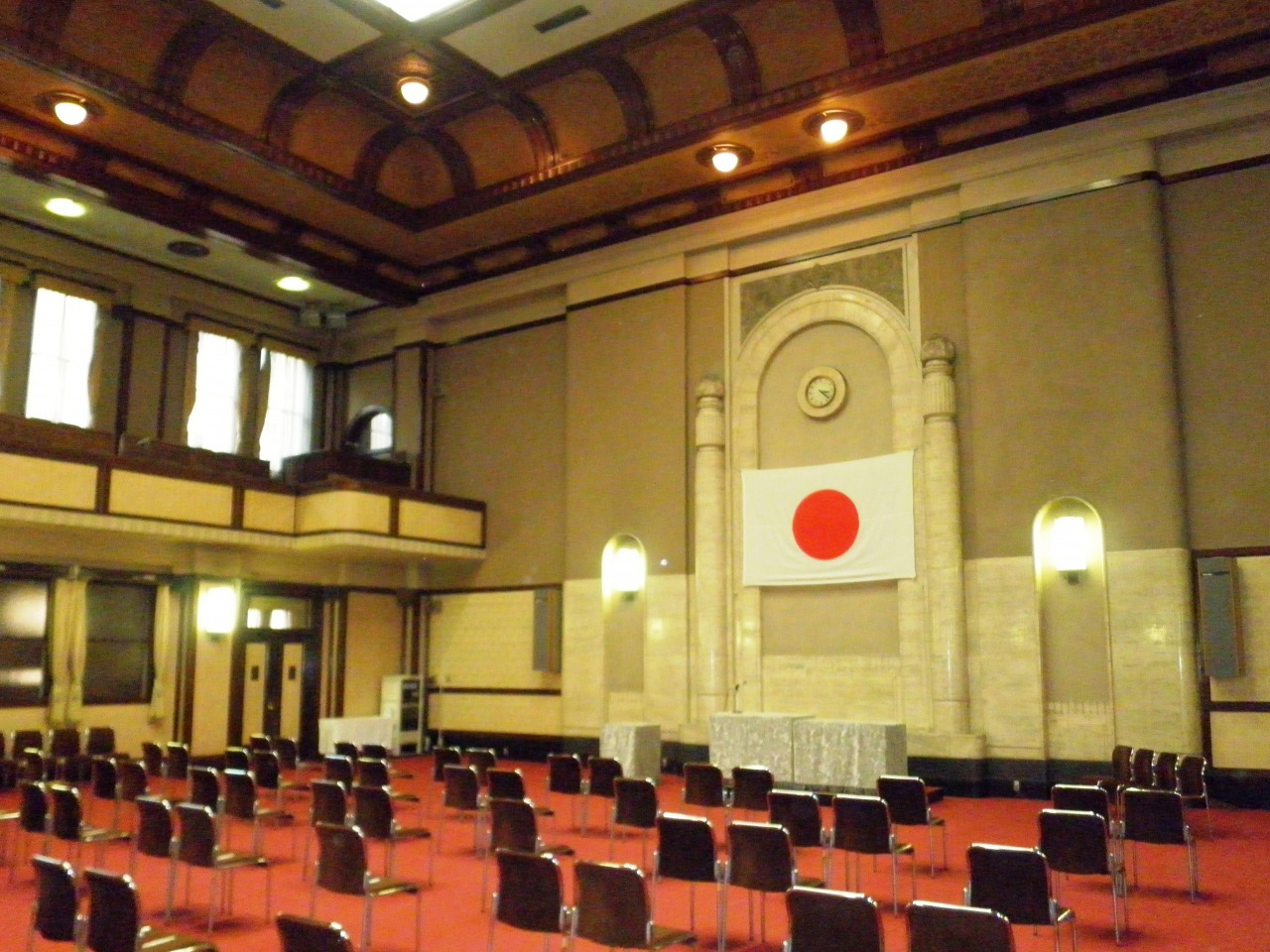
講堂（2階）

### 竣工時のデータ
下記の数値は『建築雑誌』第52輯第638號、617頁を参照した。
- 位置：名古屋市西区南外堀町6丁目（現・名古屋市中区三の丸三丁目1番2号）
- 全体
  - 敷地面積：33,431.57m²（10,087坪480）
  - 建築面積：07,825.94m²（2,371坪258）
  - 延床面積：32,136.81m²（9,722坪925）
- 本館内訳
  - 建築面積：04,666.00m²（1,411坪465）
  - 延床面積：28,314.48m²（8,565坪132）
    - 地階：4,603.66m²（1392坪608）、地階中2階：187.10m²（56坪598）
    - 01階：4,666.00m²（1411坪465）、2階：4,563.61m²（1380坪492）
    - 03階：4,386.76m²（1326坪995）、4階：3,021.81m²（0914坪099）
    - 05階：2,987.50m²（0903坪719）、6階：2,961.04m²（0895坪714）、屋階：937.00m²（283坪442）
- 附属建物其の他内訳
  - 建築面積：3,159.94m²（0959坪793）
  - 延床面積：3,822.33m²（1157坪793）
    - 自転車置場：176.42m²（53坪367）、自動車庫：741.91m²（224坪426）、別館：2,904.00m²（880坪）
- 建築費：300万円
- 地鎮祭：1934年（昭和9年）12月13日、起工：1935年（昭和10年）10月24日
- 定礎式：1937年（昭和12年）5月29日、竣工：1938年（昭和13年）3月22日
- 様式：日本趣味を基調とした近世式
- 構造：鉄骨鉄筋コンクリート造・耐震耐火構造
- 構成：地上7階（一部4階）・地下1階（塔屋地階含めて8階建）
- 地形：地盤線から6.40m掘り下げ、捨コンクリート10cmを施す
- 基礎：鉄筋コンクリート造
- 正面長さ：88.00m（290尺4寸）
- 側面長さ：76.00m（250尺8寸）
- 軒高：地盤面から軒蛇腹上端迄 27.01m（089尺132）
- 棟高：地盤面から正面塔屋棟迄 39.79m（131尺307）
- 階高：各階床迄 4m（13尺2寸）、1階のみ 4.60m（15尺18）

### 南自動車庫・北自動車庫
南自動車庫と北自動車庫は、愛知県本庁舎の南北にそれぞれ配置された車庫で、桁行は約56m、鉄筋コンクリート造平屋建、建築面積はどちらも371.19m2。東端の一室は乗務員控室として使われており、南自動車庫の一部には建設当時のシャッターが残っている。愛知県庁舎の附（つけたり）指定で重要文化財に指定されている。

### 西庁舎
| 階  | 入居部局                                                               |
| --- | ---------------------------------------------------------------------- |
| 10F | 食堂、生協売店                                                         |
| 9F  | 教育委員会                                                             |
| 8F  | 県民文化局、スポーツ局、教育委員会、労働委員会、保健医療局             |
| 7F  | 県民文化局、環境局                                                     |
| 6F  | 環境局、監査委員事務局                                                 |
| 5F  | 農業水産局、人事委員会事務局、海区漁業調整委員会、内水面漁場管理委員会 |
| 4F  | 農業水産局、農林基盤局、保健医療局                                     |
| 3F  | 福祉局、保健医療局                                                     |
| 2F  | 福祉局、保健医療局、感染症対策局                                       |
| 1F  | 福祉局、保健医療局                                                     |

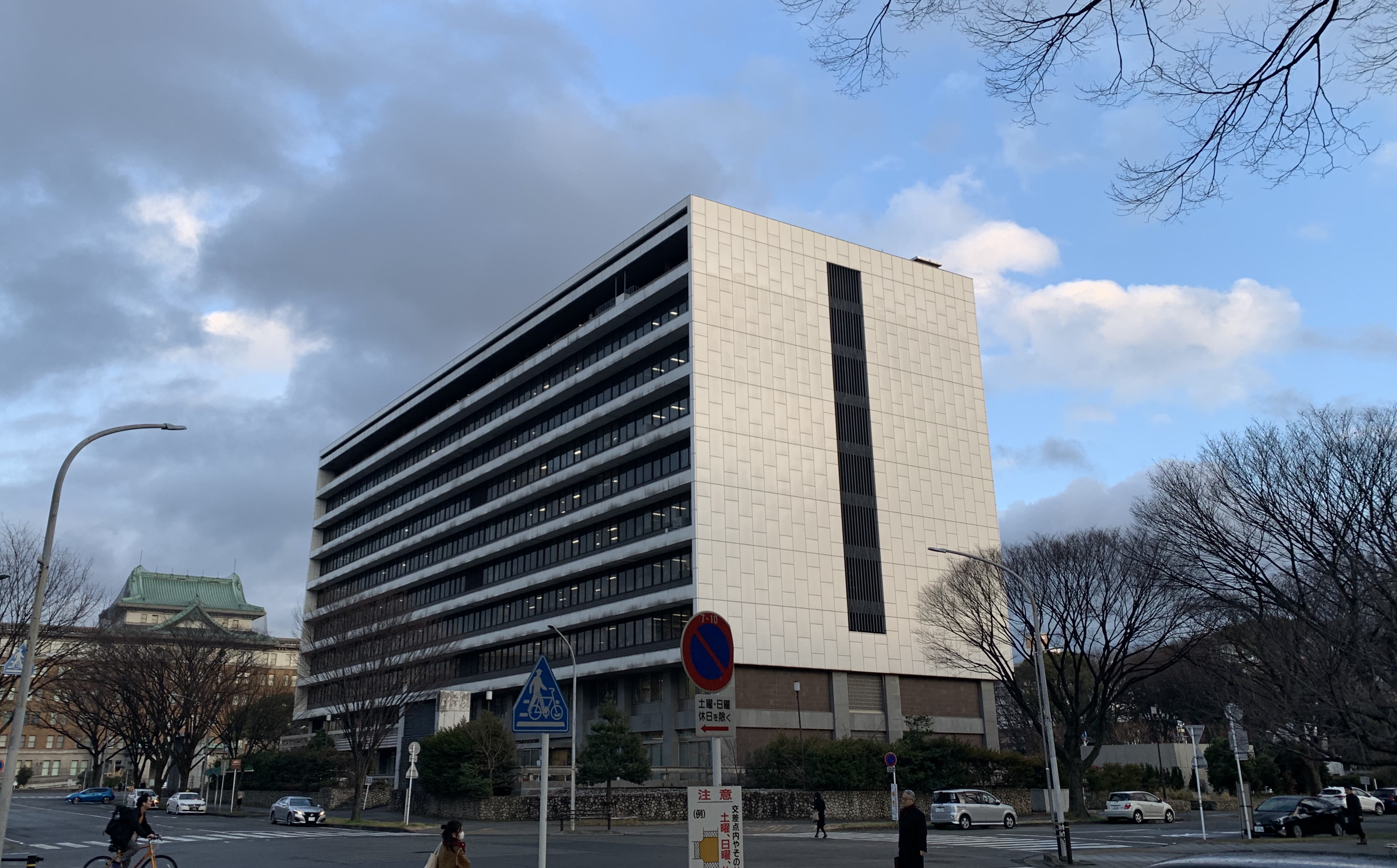
愛知県西庁舎

第二次世界大戦後、県の機構の拡大とそれに伴う事務量及び職員数の増加により、本庁舎の他に5つの分庁舎が設置され、県民に対し不便を強いることとなった。そのため、業務の効率化を目的として分庁舎を集約することになり、1962年（昭和37年）6月に西庁舎建設に着手した。
2年後の1964年（昭和39年）6月30日竣工。鉄骨鉄筋コンクリート造、地上10階地下3階。建築面積3,704m2、延べ面積33,705m2、高さ41.50m。総建築費は19億5500余万円（当時）。完成時、名古屋市で最も高い建築物だった（塔を除く）。庁舎の屋上にはヘリポートが設置され、愛知県警察のヘリコプターを中心に使用されていた（現在は使用されていない）。

### 自治センター

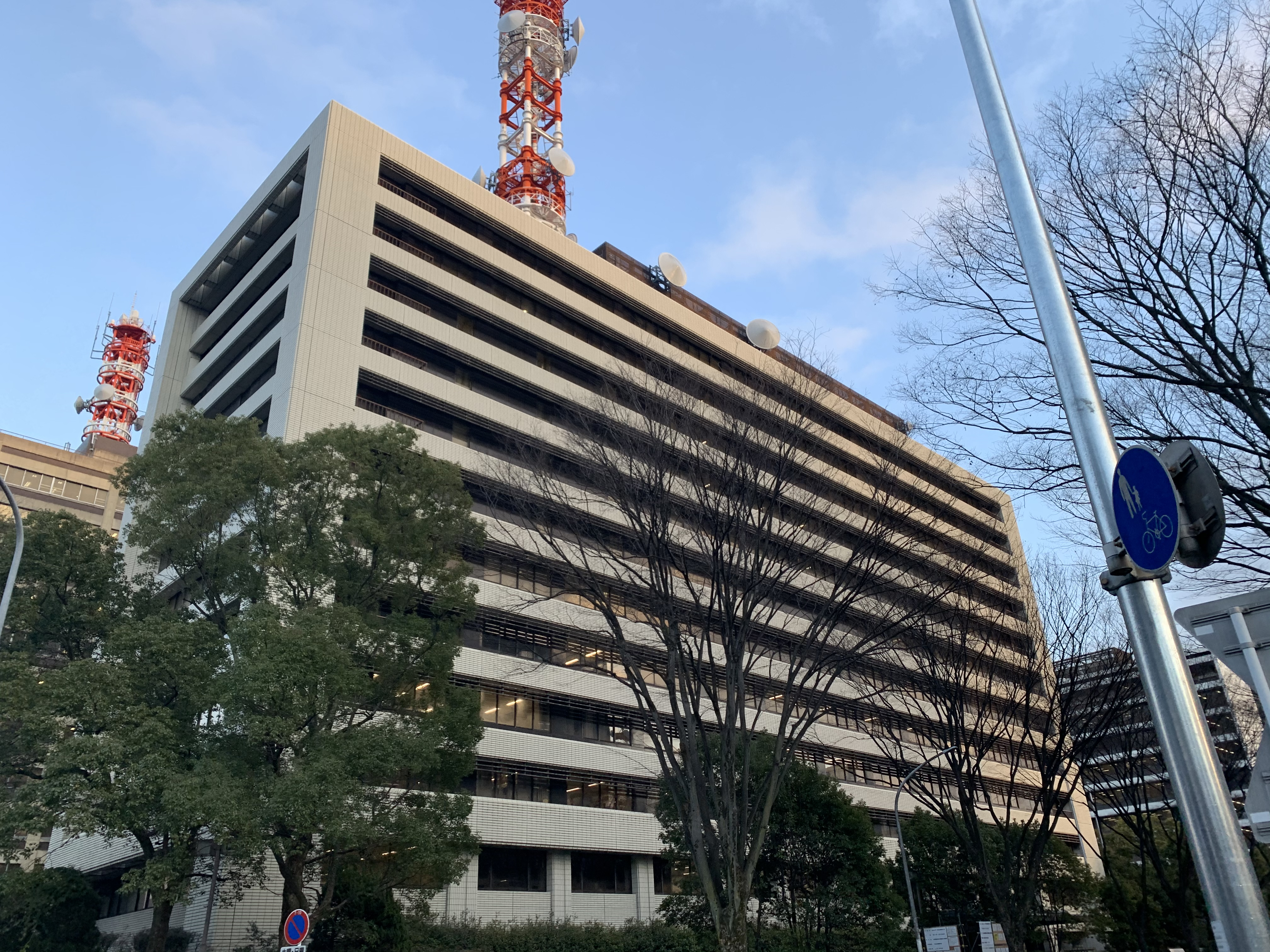
愛知県自治センター

| 階      | 入居部局                                                             |
| ------- | -------------------------------------------------------------------- |
| 11・12F | 企業庁                                                               |
| 10F     | 総務局、教育委員会                                                   |
| 9F      | 保健医療局                                                           |
| 7・8F   | 愛知県公文書館                                                       |
| 6F      | 防災安全局、記者クラブ室                                             |
| 4・5F   | 市町村センター                                                       |
| 3F      | 総務局、県民文化局、都市・交通局、病院事業庁、生協事務局             |
| 2F      | 県民文化局、愛知県県民相談・情報センター、都市・交通局、生協売店     |
| 1F      | 県民文化局、愛知県消費生活総合センター、愛知県県民相談・情報センター |
| B2      | 入札室                                                               |

## 歴史

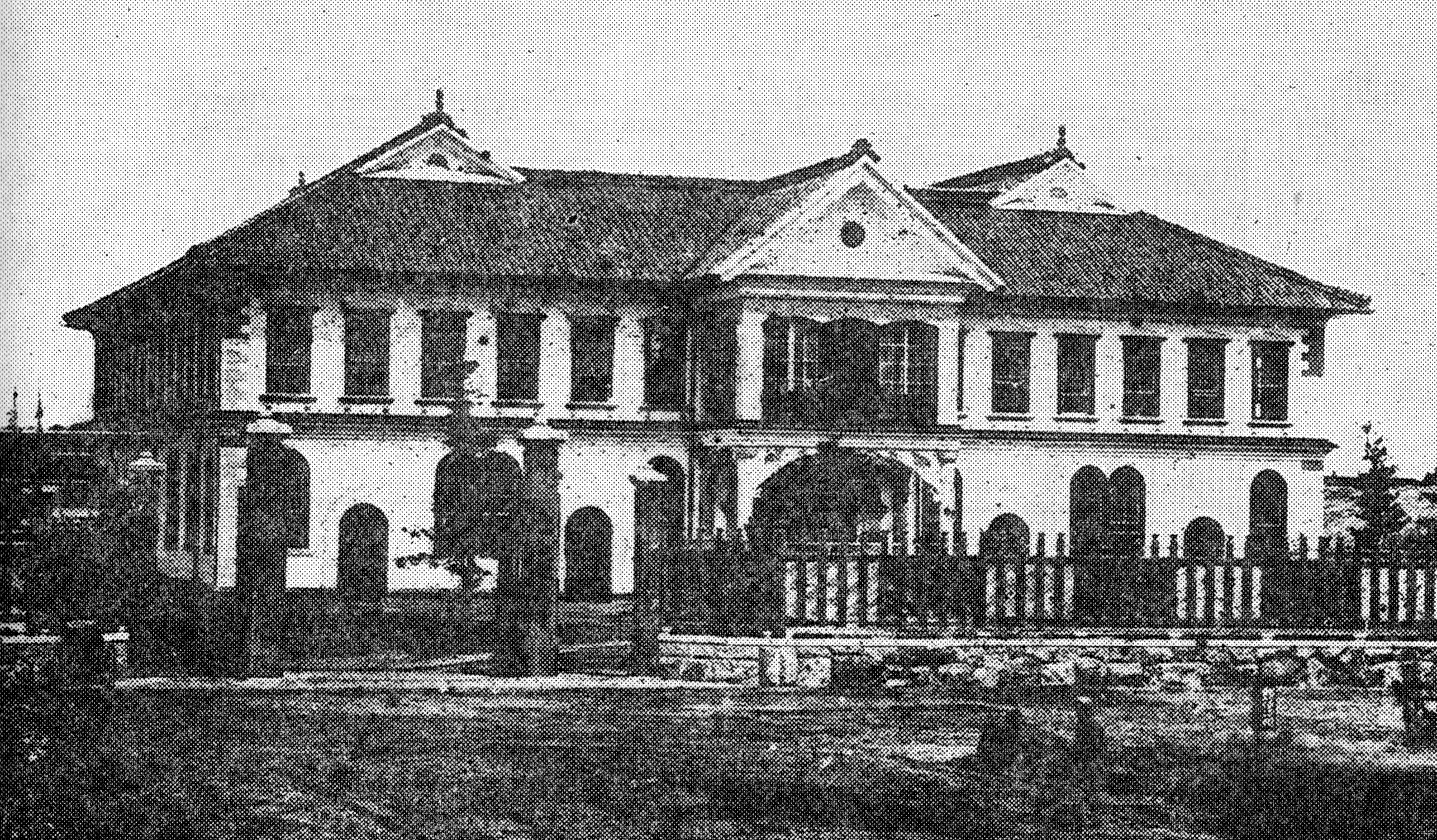
1877年竣工の愛知県庁舎

- 1869年7月20日（明治2年6月12日） - 尾張藩が名古屋城三の丸の元尾張藩附家老・竹腰家上屋敷に「政事堂」を設置[11][12]
- 1869年7月28日（明治2年6月20日） - 尾張藩が名古屋藩と改称
- 1870年10月（明治3年10月） - 政事堂を「名古屋藩庁」と改称
- 1871年8月29日（明治4年7月14日） - 廃藩置県により、名古屋藩が廃止されて名古屋県（第1次）を設置。名古屋藩庁を「名古屋県庁」と改称
- 1871年12月26日（明治4年11月15日） - 第1次府県統合により、額田県を設置。額田県庁を額田郡岡崎康生町の岡崎城に設置
- 1872年1月2日（明治4年11月22日） - 第1次府県統合により、犬山県、名古屋県を廃止して名古屋県（第2次）を設置
- 1872年5月8日（明治5年4月2日） - 名古屋県（第2次）が愛知県と改称（県庁所在地の郡名である愛知郡から採用）
- 1872年12月27日（明治5年11月27日） - 第2次府県統合により、額田県を廃止して愛知県に合併
- 1874年（明治7年）11月10日 - 名古屋城が陸軍省所管となった事に伴い、愛知県庁を名古屋古渡町の東本願寺別院に仮移転
- 1877年（明治10年）6月19日 - 愛知県庁を名古屋市南久屋町に新築移転
- 1878年（明治11年）12月20日 - 郡区町村編制法施行により、従来の区を廃止して「名古屋区」を設置
- 1889年（明治22年）10月1日 - 市制施行に伴い、名古屋区が「名古屋市」となる
- 1900年（明治33年）4月1日 - 愛知県庁を名古屋市南武平町（旧愛知県第一師範学校跡地）に新築移転[13]
- 1907年（明治40年）7月15日 - 所在地が町名変更により、名古屋市新栄町2丁目となる[14]
- 1908年（明治41年）4月1日 - 名古屋市で四区制（東区・西区・中区・南区）実施に伴い、所在地が名古屋市中区新栄町2丁目となる[15]
- 1938年（昭和13年）3月22日 - 旧騎兵第三連隊兵営跡地に新庁舎（現在の本庁舎）が竣工
- 1938年（昭和13年）4月11日 - 新庁舎へ移転。愛知県庁を名古屋市西区南外堀町6丁目1番地の34に設置[16]
- 1944年（昭和19年）2月11日 - 名古屋市が十三区制を実施し、所在地が名古屋市栄区南外堀町6丁目となる[17]
- 1945年（昭和20年）11月3日 - 名古屋市が十二区制を実施し、所在地が名古屋市中区南外堀町6丁目となる[18]
- 1964年（昭和39年）6月30日 - 西庁舎が竣工
- 1967年（昭和42年）4月1日 - 住居表示制度の実施により、所在地が名古屋市中区三の丸3丁目1番2号となる
- 1970年（昭和45年）7月31日 - 愛知県警察本部庁舎が竣工
- 1975年（昭和50年）9月20日 - 愛知県議会議事堂が竣工
- 1985年（昭和60年）12月20日 - 愛知県自治センターが竣工
- 1989年（平成元年）11月1日 - 本庁舎が名古屋市都市景観重要建築物に指定される
- 1998年（平成10年）7月23日 - 本庁舎が文化財保護法に基づき登録有形文化財（建造物）に登録される
- 2004年（平成16年）10月 - 西庁舎の免震工事完了
- 2009年（平成21年）12月 - 本庁舎の免震レトロフィット工事完了
- 2014年（平成26年）12月10日 - 愛知県庁舎（附指定：南自動車庫・北自動車庫）が国の重要文化財に指定される[8][9]

## 交通機関
- 名古屋市営地下鉄名城線 名古屋城駅
  - 本庁舎へは3番出口（地下連絡通路でも繋がっている）
  - 西庁舎へは4番出口
- 名古屋市営バス・名鉄バス（基幹バス）「市役所」停留所
- とよやまタウンバス「愛知県庁前」停留所
- 名鉄瀬戸線 東大手駅

## 参考資料
- 愛知県庁舎の歴史｜愛知県
- 愛知県庁舎の歴史 年表｜愛知県
- 愛知県庁本庁舎免震レトロフィット工事における基本設計の概要、『日本建築学会報告集』第14巻第28号、日本建築学会、2008年10月
- 『建築雑誌』第52輯第638號、建築學會、1938年（昭和13年）5月、617-625頁
  - 竣功建築物 愛知縣新廳舎[リンク切れ]